# グローバル・ビッグ6
グローバル・ビッグ6（グローバル・ビッグシックス、英語:Global Big 6）とは、プラントや工場において、計測技術・制御技術・情報技術によって生産活動を自動化するシステム（いわゆるプロセス制御システム）を開発・構築する世界大手の企業6社を指す俗語である。

## 業界
石油・化学・鉄鋼プラントや各種生産工場において、生産活動を自動化、最適化するため、温度や流量などのセンシング技術と、制御技術、情報技術によって統合システムを開発、構築する産業である。異なる技術領域を融合・複合化するため、高度な技術とノウハウが求められ、このビジネスを行う企業は限られている。日本では、戦後に工業計器メーカーからプロセス制御システムメーカーに発展した横河電機製作所、アズビル（旧 山武ハネウエル）、北辰電機製作所の3社が「御三家」として知られたが、横河と北辰が経営統合し、現在の横河電機がグローバル企業に脱皮し、世界市場で善戦している。

## 世界6大メーカー
次の6社によって世界市場の70%を独占している。6社それぞれ11 - 19%のシェアを持つ業界構造になっている。
- ABB（スイス）
- ハネウェル（アメリカ）
- シュナイダーエレクトリック（フランス）
- エマソン・エレクトリック（アメリカ）
- シーメンス（ドイツ）
- 横河電機（日本）